# Kensuke Nagai
Kensuke Nagai (永井 謙佑, Nagai Kensuke, Fukuyama, 5 maart 1989) is een Japans voetballer die doorgaans als aanvaller speelt. Hij verruilde Nagoya Grampus in januari 2017 voor FC Tokyo. Nagai debuteerde in 2010 in het Japans voetbalelftal.

## Carrière
Kensuke Nagai speelde tussen 2009 en 2010 voor Avispa Fukuoka en Vissel Kobe. Hij tekende in 2011 bij Nagoya Grampus. Daar speelde hij zich in 2012 in de kijker van Standard Luik. Bij de Rouches tekende hij in januari 2013 een contract. Hij werd er verenigd met landgenoot Eiji Kawashima. Vanwege een gebrek aan speelminuten werd hij in augustus 2013 echter verhuurd aan zijn ex-club Nagoya Grampus. In januari 2015 nam Nagoya Grampus hem weer definitief over van Standard.

## Interlandcarrière
Nagai debuteerde in 2010 in het Japans nationaal elftal.

## Statistieken

### Clubs
| Seizoen | Club                    | Land            | Competitie    | Competitie | Competitie | Beker | Beker | Internationaal | Internationaal | Totaal | Totaal |
| Seizoen | Club                    | Land            | Competitie    | Wed.       | Dlp.       | Wed.  | Dlp.  | Wed.           | Dlp.           | Wed.   | Dlp.   |
| ------- | ----------------------- | --------------- | ------------- | ---------- | ---------- | ----- | ----- | -------------- | -------------- | ------ | ------ |
| 2009    | Avispa Fukuoka          | Vlag van Japan  | J2 League     | 5          | 0          | 0     | 0     | 0              | 0              | 5      | 0      |
| 2010    | Vissel Kobe             | Vlag van Japan  | J1 League     | 3          | 0          | 0     | 0     | 0              | 0              | 3      | 0      |
| 2011    | Nagoya Grampus          | Vlag van Japan  | J1 League     | 27         | 3          | 6     | 4     | 7              | 2              | 40     | 9      |
| 2012    | Nagoya Grampus          | Vlag van Japan  | J1 League     | 30         | 10         | 3     | 2     | 7              | 1              | 40     | 13     |
| 2012/13 | Standard Luik           | Vlag van België | Eerste klasse | 12         | 0          | 0     | 0     | 0              | 0              | 12     | 0      |
| 2013    | → Nagoya Grampus (huur) | Vlag van Japan  | J1 League     | 14         | 0          | 1     | 0     | 0              | 0              | 15     | 0      |
| 2014    | → Nagoya Grampus (huur) | Vlag van Japan  | J1 League     | 28         | 12         | 10    | 7     | 0              | 0              | 38     | 19     |
| 2015    | Nagoya Grampus          | Vlag van Japan  | J1 League     | 30         | 10         | 4     | 1     | 0              | 0              | 34     | 11     |
| TOTAAL  | TOTAAL                  | TOTAAL          | TOTAAL        | 149        | 35         | 24    | 14    | 14             | 3              | 187    | 52     |

### Interlands
| Japans voetbalelftal | Japans voetbalelftal | Japans voetbalelftal |
| Jaar                 | Wed.                 | Dlp.                 |
| -------------------- | -------------------- | -------------------- |
| 2010                 | 1                    | 0                    |
| 2011                 | 0                    | 0                    |
| 2012                 | 0                    | 0                    |
| 2013                 | 0                    | 0                    |
| 2014                 | 0                    | 0                    |
| 2015                 | 5                    | 0                    |
| 2016                 | 0                    | 0                    |
| 2017                 | 0                    | 0                    |
| 2018                 | 0                    | 0                    |
| 2019                 | 6                    | 3                    |
| Totaal               | 12                   | 3                    |